# Jíbaro (Love, Death & Robots)
Jíbaro (en inglés, Jibaro) es el noveno episodio de la tercera temporada de Love, Death & Robots, escrito y dirigido por Alberto Mielgo, siendo el tercero de 3 episodios de la serie que no esta basado en una historia corta, los otros 2 son The Witness y Punto ciego. Es el episodio número 35 de la serie en general. El episodio trata de un caballero sordo y una sirena mitológica que se entrelazan en una danza mortal. Se estrenó el 20 de mayo del 2022 en Netflix.

## Argumento
Un grupo de caballeros viaja a caballo por un bosque, deteniéndose cerca de un pintoresco lago. Uno de los caballeros, que tiene problemas de audición, toma monedas del lecho del lago, alertando a una figura sumergida enjoyada. Mientras el resto de los caballeros rinde homenaje a la élite de su sociedad, la figura emerge del agua. Sus gritos hacen que los hombres caigan en un frenesí, cortándose unos a otros con espadas y bailando locamente mientras intentan acercarse a la sirena, solo para ahogarse bajo el peso de sus armaduras y caballos.
Siendo inmune a la llamada de la sirena, solo el caballero sordo queda mirando desconcertado. La sirena expresa interés en él mientras huye del lago, y él toma un paño grande y su silla de montar de su caballo, que resultó herido en la confusión. Se detiene para descansar cerca de un río, y la sirena se le acerca mientras duerme, lo examina y finalmente se queda dormida a su lado. Cuando ambos se despiertan por la mañana, la sirena entra en pánico y sale corriendo. El caballero agarra su brazo, pero se ve obligado a soltarlo debido a los fragmentos de joyas y oro que se clavan en su mano como resultado. Persiguiéndola río arriba, el caballero se encuentra con la sirena en una cascada y los dos aparentemente ceden a su excitación. De pie sobre ella, el caballero de repente se vuelve hostil, incapacitándola. Él la desolla, tomando las riquezas que cubren su cuerpo, luego la arroja por las cataratas. Se va con su fortuna mal habida mientras el cuerpo de la sirena es llevado de regreso a su lago. Una misteriosa inundación de agua roja como la sangre inunda el lago y sube por las cataratas, y cuando el caballero sordo se lava la cara en el río, su discapacidad auditiva desaparece.
Frenético y dolido por las nuevas sensaciones, el caballero olvida sus riquezas y se abre paso a través del bosque, calmándose junto al lago. Al mismo tiempo, la sirena renace, solo para gemir de horror ante la falta de piel y la belleza empañada. Ahora capaz de afectar al caballero, se venga gritando hasta que él se une a la multitud de cadáveres en el fondo de su lago.

## Reparto de Voces
| Personaje | Actor/Actriz original Estados Unidos | Actor/Actriz de doblaje Hispanoamérica | Actor/Actriz de doblaje España |
| --------- | ------------------------------------ | -------------------------------------- | ------------------------------ |
| Jíbaro    | Girvan 'Swirv' Bramble               | N/A                                    | N/A                            |

## Símbolos
Al finalizar el intro, se nos presenta una serie de 3 símbolos, siendo: Un corazón (❤), una equis (❌) y una cabeza robótica (🤖); reflejando amor, muerte y robots respectivamente. De ahí los símbolos cambian velozmente, acoplándose a la temática del episodio en cuestión, en cada episodio los símbolos son distintos. En Jíbaro nos presentan los siguientes símbolos:
- Una oreja (👂)
- Un corazón latiendo (💓)
- Una equis (❌)

## Lanzamiento
Jíbaro se estrenó el 20 de mayo de 2022 en Netflix junto con el resto de episodios que componen el volumen 3.